# Undama
Koordinaten: 58° 54′ N, 22° 51′ O
Undama ist ein Dorf (estnisch küla) in der Landgemeinde Hiiumaa (bis 2017: Landgemeinde Pühalepa). Es liegt auf der zweitgrößten estnischen Insel Hiiumaa (deutsch Dagö).

## Beschreibung
Undama hat 15 Einwohner (Stand 31. Dezember 2011). Der Ort liegt zwölf Kilometer südöstlich der Inselhauptstadt Kärdla.
Das Moor von Undama ist seit 2005 als Schutzgebiet ausgewiesen (Undama soo hoiuala). Es erstreckt sich über eine Fläche von 81,4 Hektar zwischen den Dörfern Undama, Suuremõisa und Viilupi. Seine Flora weist eine große Artenvielfalt auf.